# 鵬利國際
鵬利國際 ，(當時為0268.HK)，當時是以1973年「國際京華地產有限公司」在香港交易所上市，直至2003年在特別股東大會通過私有化，正式脫離香港股市。

## 業務
物業、地產及酒店經營，當中主要經營凱萊酒店、鵬利中心等。 

## 收購事項
1987年，奔達國際收購電視廣播(0511.HK)股權，但交易告吹。

## 外部連線
- 中國糧油（页面存档备份，存于）
- 香港首家“紅籌”公司提出股份回購計划（页面存档备份，存于）
- 中糧鐵定重組深寶恆[永久]